# Văn hóa Tây Ban Nha
Văn hóa Tây Ban Nha là một nền văn hóa châu Âu chịu sự ảnh hưởng của rất nhiều nền văn hóa trong lịch sử, bao gồm các nền văn hóa tiền-La Mã, chủ yếu là văn hóa Celts và Iberia; nhưng chủ yếu là giai đoạn chịu ảnh hưởng của La Mã. Trong các lĩnh vực ngôn ngữ và tôn giáo, người La Mã cổ đại đã để lại một di sản lâu dài. Diễn biến sau đó trong lịch sử Tây Ban Nha cũng làm cho văn hóa của quốc gia này phát triển thêm phong phú.
Vương quốc Visigoth đã để lại một Hispania Kitô giáo thống nhất đã được hàn gắn trong giai đoạn Reconquista. Những ảnh hưởng của Hồi giáo mạnh mẽ trong suốt thời kỳ 711 đến thế kỷ 15, đặc biệt là các từ mượn. Tiếng Tây Ban Nha, có nguồn gốc từ Vulgar Latin, và có những ảnh hưởng nhỏ từ các ngôn ngữ tiền La Mã như barro -mud-, gothic guerra -war-, Arabic và basque. Các nhóm thiểu số khác như Jewish ở một vài thành phố, nhưng sau đó đã đánh bại Muslims trong thời kỳ "Reconquista" Kitô (Reconquest) thời kỳ giữa 1000 và 1492, Tây Ban Nha trở thành một quốc gia Roman Catholic hoàn toàn. Thêm vào đó, lịch sử của quốc gia này và môi trường Địa Trung Hải và Atlantic của nó đã đóng vai trò quan trọng trong việc hình thành nền văn hóa của nó.
Vào cuối thế kỷ 19 và 20, Spaniards đã hình thành những ấn tượng của sự đa dạng văn hóa dễ dàng hơn so với 7 thế kỷ qua. Điều này đã xuất hiện vào cùng lúc mà Tây Ban Nha ngày càng trở nên cuốn hút vào một nền văn hóa toàn cầu đa dạng.
Tây Ban Nha có số lượng di sản UNESCO đứng thứ 2 trên thế giới, với tổng số là 42.

## Văn học
Văn học Tây Ban Nha đề cập đến các tác phẩm văn học được viết bằng tiếng Tây Ban Nha do các tác giả người Tây Ban Nha, châu Âu, và Mỹ La tinh sáng tác, bao gồm các thể loại như thơ, văn xuôi, và tiểu thuyết.